# 主教角 (特拉華州)
主教角（英語：Bishops Corner）是位於美國特拉華州肯特縣的一個非建制地區。該地的面積和人口皆未知。

## 地理
主教角的座標為39°13′25″N 75°34′33″W / 39.22361°N 75.57583°W，而該地的平均海拔高度為13米（即43英尺）。